# Filadelfiaförsamlingen i Närpes
Filadelfiaförsamlingen i Närpes (Filadelfia Närpes) är en pingstförsamling i Närpes i Österbotten i Finland. Församlingen grundades i mars 1927 med Samuel Gustafsson som föreståndare. Församlingen fick namnet Saronförsamlingen.
Därefter följde ett par år under vilka man förde en ambulerande tillvaro eftersom man saknade ett bönehus. Under denna tid bedrevs verksamheten i Närpes och kringliggande byar.
En emigrationsvåg till Sverige och Amerika drog fram på 1940-talet och antalet medlemmar minskade drastiskt. Då kom helt överraskande en del unga människor till Närpes som var fyllda av entusiasm och ville arbeta för Gud. År 1956 inköptes en gård i centrum. Möteslokal och predikantbostad inreddes. En ny kyrka invigdes 1972.

## Föreståndare
- Samuel Gustafsson
- Emil Ljungqvist
- Artur Nyholm
- Birger Bäck
- Semer Liljeroos
- Adler Lassfolk
- Arne Herberts
- Ralf Dahl
- Sven Juth
- Emil Dahl
- Jonathan Sigfrids
- Thore Gull